# Sidonius Apollinaris
Caius Sollius Modestus Apollinaris (430 körül, november 5. – 489 augusztusa) Galliában élt római politikus, püspök és író. Irodalmi hírnevét római császárokhoz írt panegyricusai, valamint keresztény versei és kiterjedt levelezése alapozta meg.

## Élete
Lugdunumban (Lyon) született. Apja, Apollinaris (született 405 körül) Gallia praefectusa volt III. Valentinianus római császár alatt. Maga Sidonius beszámol arról, hogy apjával részt vett 449-ben Astyrius consullá történő beiktatásán. Nagyapja prefectus pretorio volt Galliában 409 előtt. Egyes vélemények szerint elképzelhető, hogy egy korábbi praefectus leszármazottja is, aki II. Constantinus uralkodása alatt, 337–340 között volt hivatalban.
Sidonius Apollinaris Avitus császár leányát, Papianillát vette feleségül 452 körül. Egy fia született, Apollinaris, és legalább két lánya Severina és Roscia. Tours-i Szent Gergely egy harmadik lányról is említést tesz, Alcimáról. Széles körű ismeretségi köre, valamint a rokonai miatt a korabeli közélet központjába került. 457-ben Majorianus császár letette Avitust, és Lyont is elfoglalta. Sidonius is fogságba esett, ismertsége miatt azonban a császár megkímélte életét. Sidonius emiatt panegyricust írt Majorianushoz is, amiért cserébe Rómában szobrot, illetve comesi rangot kapott. Új dicsőítő beszédében ironikusan utal a korábbi császárhoz, egyben apósához írt panegyricusára is:
Engem is így, ki minap jogar ellen kelve, lebuktam:

győztes, emelt fővel járni te bátoritasz.
Hát szolgáljon, akin könyörültél: én, a poéta,

s létem díja legyen zengeni érdememet
467-ben vagy 468-ban Anthemius császár egy számára írt panegyricusa miatt a városi prefectus rangjára emelte Rómában, amelyet 469-ig töltött be. A praefectusi rang mellett szenátori és patríciusi rangot is kapott. 470-ben vagy 472-ben Eparchius arvernumi (ma: Auvergne) püspök utódjává választották. Püspöki székhelye Clermont-ban (ma: Clermont-Ferrand) volt. Miután 474-ben a gótok elfoglalták székhelyét, Sidoniust börtönbe vetették, mivel maga is részt vett a város védelmében. A börtönből Eurich király kiszabadította és visszahelyezte hivatalába, amelyet haláláig betöltött. A római katolikus egyház szentként tiszteli, emléknapja augusztus 21.

## Családja

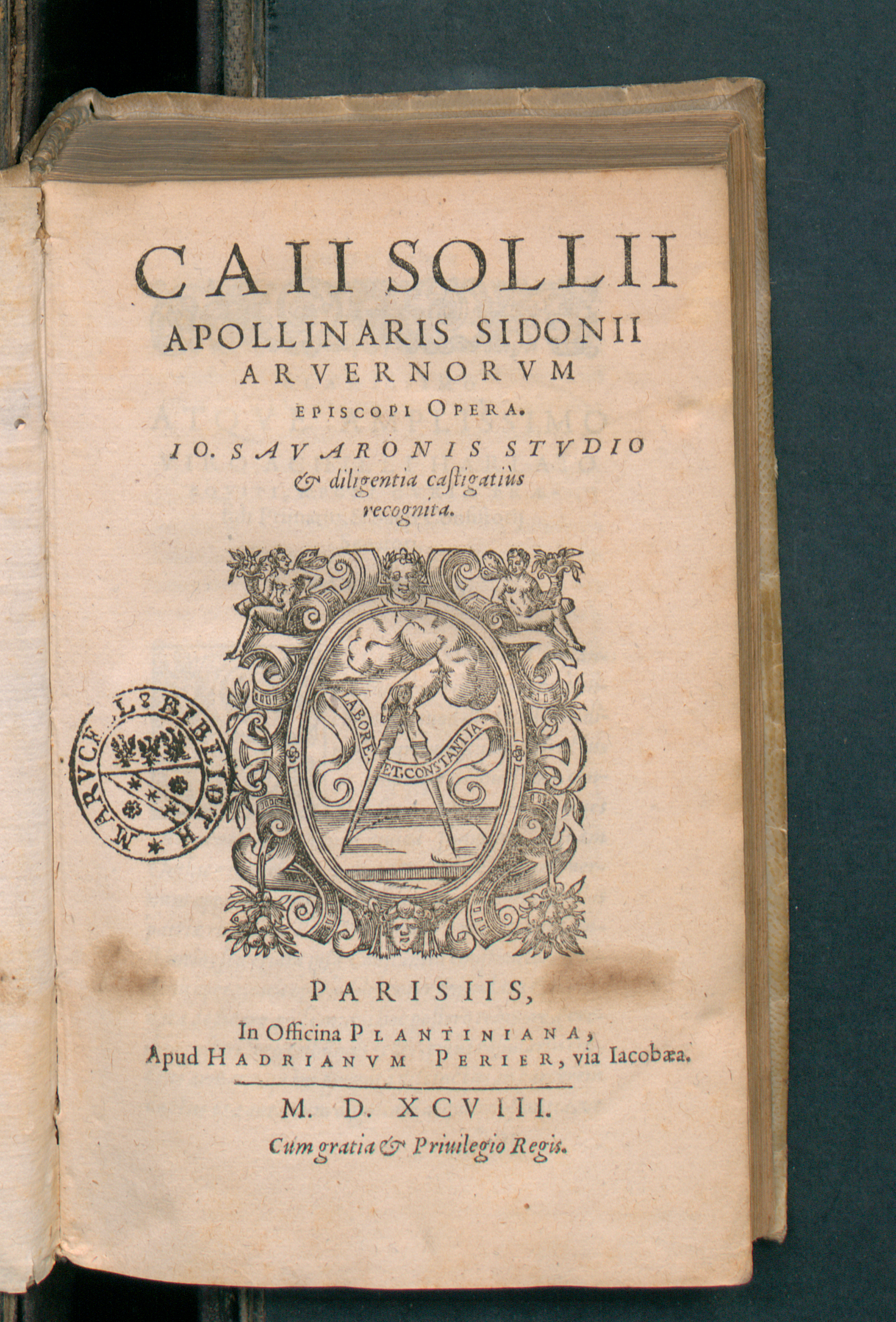
Opera, 1598

Sidonius utódai közül kiemelkedik fia, Apollinaris, aki a limoges-i Ruricius követe volt, emellett egy gótok oldalán harcoló katonai egységet irányított a frankok elleni vesztes 507-es vouilléi csatában, illetve püspöki rangot töltött be Auvergne-ben:
„Segítőtársa volt (az ütközetben) a sánta Sigibertus fia, név szerint Chloderichus. Ez a Sigibertus azóta sántított, hogy Tolbiacum mellett, az alemannok ellen vívott ütközetben a térdén megsebesült. Ezután a király a gótok menekülése közben Alarichus királyt is megölte.Ekkor hirtelen két ellenség támadt rá, és lándzsájával mindkét oldalán megsebesítette. De mellvértje és gyors lova megmentette a pusztulástól (Chlodovechust). Sokan elhullottak itt az arvernusok népéből, akik Apollinarisszal jöttek, és sokan a legelőkelőbb senatorok közül.”
Sidonius Apollinaris unokája Arcadius I. Theuderich király halálának hírére Clermont-ban átállt I. Childebert király oldalára. Theuderich megjelenésének hírére azonban elmenekült, hátrahagyva feleségét és gyermekeit. Tours-i Szent Gergely beszámolója szerint ezután Childebert szolgálatába állt.

## Művei
Sidonius Apollinaris legtöbb költeménye még püspöksége előtt keletkezett: három panegyricus (Avitushoz, Maioranushoz, és Anthemiushoz); két epithalamium Statius és Claudianus mintájára; egy-egy dicsőítő dal barátjának kastélyára és Narbo városára; néhány kisebb alkalmi költemények gondos kidolgozásban, erős szónoki kidolgozottsággal és mitológiai ismeretekkel. Nagyrészt valóban elküldött levelei az V. századi Gallia életének, az újonnan megjelent népek (például burgundok) és az őslakók egymás mellett élése során keletkező problémáknak, valamint a kor nemzetközi politikájának értékes forrásai. Leveleiben megjelenik Aquincum neve is Acingo alakban.

## Részlet Sidonius egyik leveléből
Sidonius a neki oly kedves Domitiusnak üdvözletét!

Neked, ki annyira szereted látni a fegyvereket, a seregeket és a harcosokat, mily nagy gyönyörűséget szerzett volna, ha láttad volna Sigismert, a királyi vérből származó ifjú herceget oly öltözetben, mit a nemzetebeliek közül az szokott magára ölteni, aki ha már vőlegény vagy aki leánykérőbe megy apósa házába. Számos gyönyörűen feldíszített ló járt előtte és követte őt, és ezeket csillogó drágakövek borították egészen. De ebben az egész pompában leginkább az érdemel figyelmet, ahogyan maga a fiatal herceg gyalogszerrel járt azok közepette, kik előtte és utána mentek. Aranytól ragyogó, tündöklő fehérségű selyemmel díszített skarlát köntöst viselt, hajdísze, pirosló orcái, bőrének színe mind méltó volt díszes öltözetéhez. A kis királyok és a főbb harcosok, kik kíséretében voltak, még a teljes békében is félelmet keltő látványt nyújtottak. Lábszárukra szíjazott lábbelik fedték teljesen lábukat, és bőrruhába öltöztek. Térdük és combjuk csupasz volt. A harcosok különben magasan záródó és tarka ruhákat viseltek, amelyek alig értek térdükig. Ruhájuk csak felső karjukat fedte, zöld színű köpönyegük skarlát szegélyű volt, és vállaikra szíjakkal függesztették kardjaikat, szőrmeszegélyes ruháikat díszcsatok fogták össze. Amik ékességükre szolgáltak, védelemre is jók voltak. Jobb kezüket horgas dárdák és hajítóbárdok terhelték, bal karjukon a pajzsot hordozták, melynek szélei ezüstből voltak, bogja viszont aranyozott. A napfényben csillogva tündöklött gazdagságuk, s a gondos megmunkálás. Végezetül minden úgy volt elrendezve, hogy ezen a mennyegzői ünnepélyen oly pompát fejtettek ki, mely egyaránt méltó volt Marshoz és Venushoz. De mire jó ezt így még jobban részletezni. E látványhoz csak a te jelenléted hiányzott. És mivel te nélkülözted annak látását, ami annyira kedvedre van, nagyon is szükségét éreztem, hogy enyhítsem azt a fájdalmat, amelyet távolléted okozott.

## Magyar fordítása
- Caius Sollius Modestus Sidonius Apollinaris levelei / Tanulmányok a Sidonius-levélgyűjteményhez. Fordította: T. Horváth Ágnes. JGYF Kiadó, Szeged, 2022 ISBN 9786155946714. Online elérés: https://real.mtak.hu/188396/

## Szakirodalom
- T. Horváth Ágnes: Caius Sollius (Modestus) Sidonius Apollinaris. in: Havas L. (szerk.) Bevezetés az ókortudományba IV. Debrecen, 2001, Kossuth Egyetemi Kiadó. 383–387 p.
- T. Horváth Ágnes: Sidonius Apollinaris levelezési kapcsolatai. In: Acta Universitatis Szegediensis. Acta Iuvenum. Sectio Historica. Tom. III. Szeged, 1982. 45–60 p.
- T. Horváth Ágnes: Püspök-portrék Sidonius Apollinaris leveleiben. Acta Academicae Szegediensis (Sectio Humana) Series Historica 1989-1990. Szeged, 1991. 5–11 p.
- T. Horváth Ágnes: Megjegyzések az V. századi latin nyelvű levelezés néhány kérdéséhez. Antik Tanulmányok XXXI. évf. (1992) 1–2 sz. 99–104. p.
- Johannes A. van Waarden and Gavin Kelly (eds): New Approaches to Sidonius Apollinaris, with Indices on Helga Köhler, C. Sollius Apollinaris Sidonius: Briefe Buch I. Leuven, 2013
- Leffler Sámuel: Római irodalomtörténet – A középiskolák felsőbb osztályai számára és a művelt közönség használatára, Lampel Róbert (Wodianer F. és Fiai) Cs. és Kir. könyvkereskedése, Budapest, 1903, 204–205. o.